# Acanthomyrmex luciolae
Acanthomyrmex luciolae (лат.) — вид муравьёв (Formicidae) рода Acanthomyrmex из подсемейства Myrmicinae. Встречается в Юго-Восточной Азии: остров Шри-Ланка, Китай (Юньнань).

## Описание
Мелкие муравьи (менее 5 мм) с большеголовыми солдатами (крупными рабочими). От близких видов отличается следующими признаками: у мелких рабочих задний край головы глубоко вогнут; голова солдат с заметными бороздками; проподеальные шипы длинные, тонкие, направлены вверх, а не сильно каудально, и не имеют заметного утолщенного основания; узел петиоля без двух длинных боковых шипов. Тело желтовато-коричневое. Усики 12-члениковые, булава состоит из 3 сегментов. Вид был впервые описан в 1893 году итальянским энтомологом Карлом Эмери и в ходе родовой ревизии, проведённой в 1986 году американским мирмекологом Марком Моффетом, включён в состав видовой группы Acanthomyrmex luciolae.

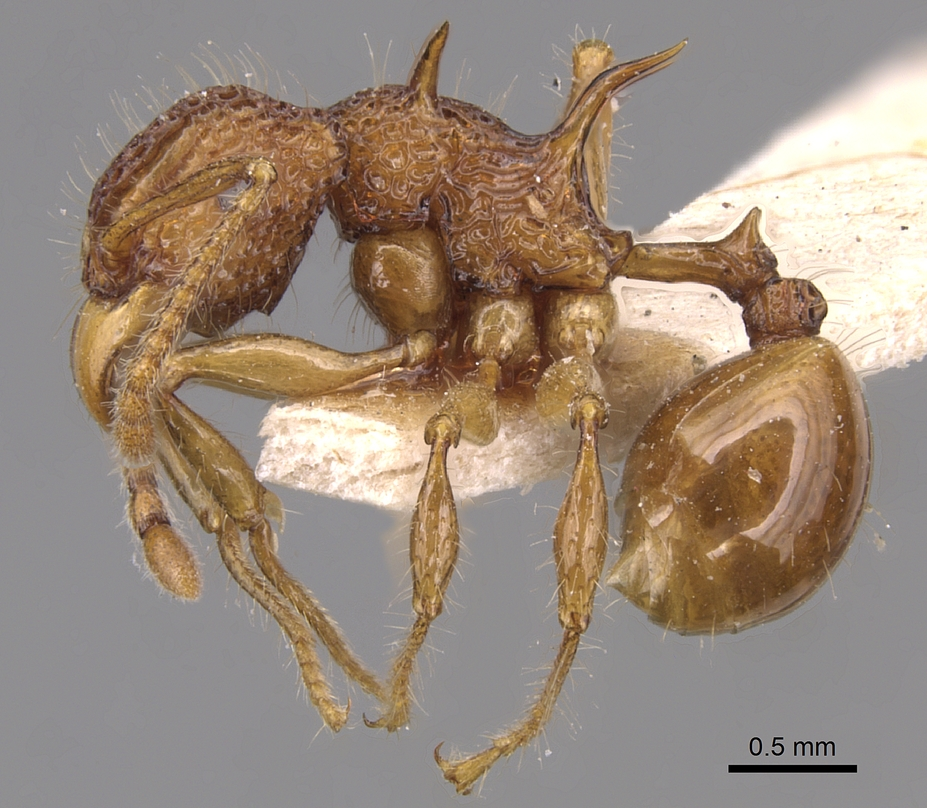
Рабочий